# 济沁河
济沁河（转写：jicin bira）᠂又名鸡秦河，位于中国东北地区西部，是嫩江水系雅鲁河的右岸支流，发源于内蒙古自治区扎兰屯市南木鄂伦春民族乡西部大兴安岭东南麓呼里雅克山，蜿蜒向东南流经济沁河林场（济沁河村）、毕家店村、根多河林场、萨马街鄂温克族乡和蘑菇气镇等地，于蘑菇气镇炕沿山村委会稻田村以东流入黑龙江省龙江县，于龙江县龙兴镇花园村转东北流，至龙兴镇北再转东流，于雅鲁河村（原雅鲁河乡）大桥屯以北汇入雅鲁河。河流全长143千米，流域面积2738.34平方千米。济沁河流域地处大兴安岭山脉中段东麓，松嫩平原西侧。上中游属于山溪性河流，支流发育，沿岸为林区；下游属平原河流，沿岸为农耕区。